# Кайтанівка (Звенигородський район)
Кайта́нівка — село в Україні, у Катеринопільській селищній громаді Звенигородського району Черкаської області. Населення становить 717 осіб.
05.02.1965 Указом Президії Верховної Ради Української РСР передано сільради: Вербовецьку, Гончариську та Кайтанівську Шполянського району — до складу Звенигородського району.

## Населення
Згідно з переписом УРСР 1989 року чисельність наявного населення села становила 796 осіб, з яких 334 чоловіки та 462 жінки.
За переписом населення України 2001 року в селі мешкало 713 осіб.

### Мова
Розподіл населення за рідною мовою за даними перепису 2001 року:
| Мова       | Відсоток |
| ---------- | -------- |
| українська | 97,63 %  |
| російська  | 1,81 %   |
| молдовська | 0,42 %   |

## Відомі люди
У селі народилися:
- Поліщук Спиридон Кирилович (* 20 грудня 1916) — Герой Радянського Союзу[5].
- Сніцаренко Володимир Іванович (1970) — Заслужений артист України, трубач
- Щербина Володимир Анатолійович (1950-2015) — Заслужений журналіст України
- Филипович Павло Петрович — український поет і літературознавець, перекладач.
- Директор Кайтанівської ЗОШ, Галан Леся Олександрівна — разом з представниками сільської влади голосувала за ліквідацію Кайтанівської школи, вчителька української мови та літератури.